# Palatul Artelor din Budapesta

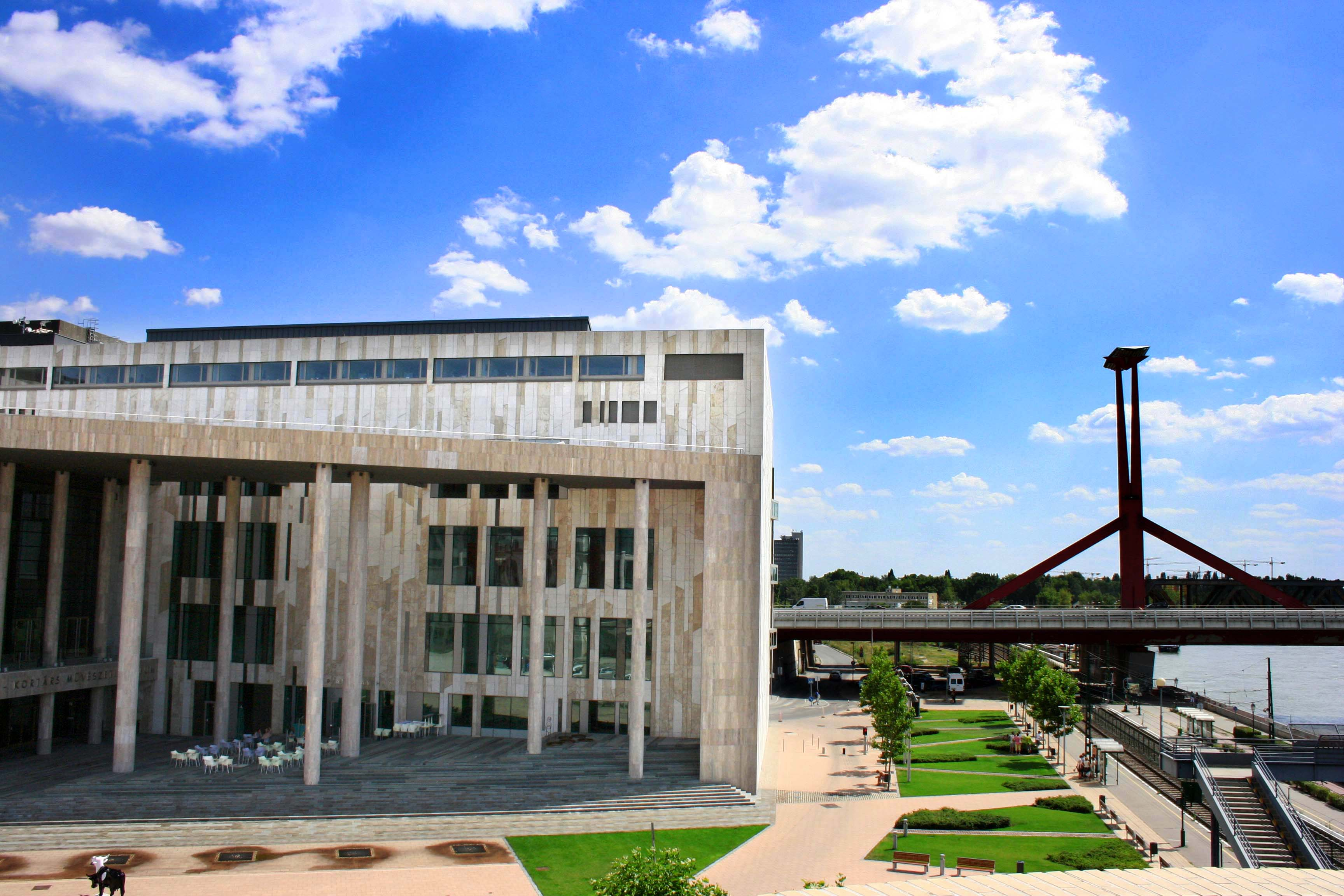
Palatul Artelor din Budapesta. În stânga imaginii: corpul Muzeului Ludwig, în fundal: Podul Rákóczi

Palatul Artelor din Budapesta (în maghiară: Müpa, Művészetek Palotája; prescurtat: Műpa) este un centru cultural multifuncțional modern din Budapesta, Ungaria, adaptat cerințelor  începutului secolului al XXI-lea. Este un lăcaș de cultură care găzduiește concomitent manifestări de înalt nivel a trei arte: muzica, artele vizuale și arta teatrală. Sălile sale expoziționale, de concert și de teatru își desfășoară programele culturale în mod independent unele față de altele.

## Locația edificiului și construcția lui

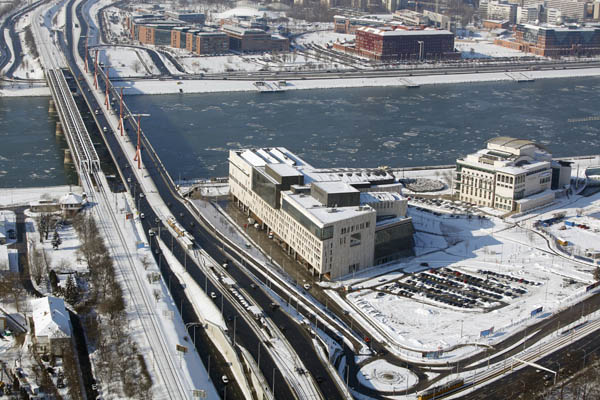
Vedere aeriană a locației Palatului Artelor (stânga) și a Teatrului Național (dreapta)

Palatul se află amplasat pe malul stâng al Dunării în zona sudică a Pestei, în zona Ferencváros-sectorul al IX-lea al orașului, lângă capul pestan al podului Rákóczi pe un fost teren viran, construit în imediata vecinătate a Teatrului Național. Terenul ocupat de ansamblul palatului este de 10 000 m² și a fost inaugurat la data de 14 martie 2005. Suprafața totală utilă a palatului este de 64 000 m² în cele trei corpuri principale și holul central. Palatul este înconjurat de un parc în care, la nord, se află edificiul Teatrului Național, precum și o serie de monumente. La est de clădire află o parcare de mari dimensiuni, iar la vest se află faleza Dunării. Complexul format din cele două clădiri, împreună cu parcurile ce le înconjoară se află înglobate în zona de dezvoltare urbanistică, cunoscută sub denumirea de Centrul Urban Milennium (Millenium Városközpont), un perimetru aflat în plină dezvoltare începând din anul 2001.
Din punct de vedere arhitectural, clădirea se caracterizează prin linii simple, lipsa aproape totală a elementelor decorative și prin întinse suprafețe de sticlă. Interioarele sunt spațioase cu un plan minimalist, bine adecvat funcțiilor clădirii, executate, preponderent din materiale naturale. Proiectul a fost elaborat de către  firma Zoboki, Demeter és Társaik Építésziroda Kft. ( Biroul de Arhitectură Zoboki, Demeter și Asociații SRL) din Budapesta sub conducerea arhitectului șef  Gábor Zoboki . Construcția și utilarea palatului s-a efectuat prin colaborarea a mai multe firme din Ungaria, Austria, Germania și SUA.

## Corpurile clădirii si funcționalitatea lor

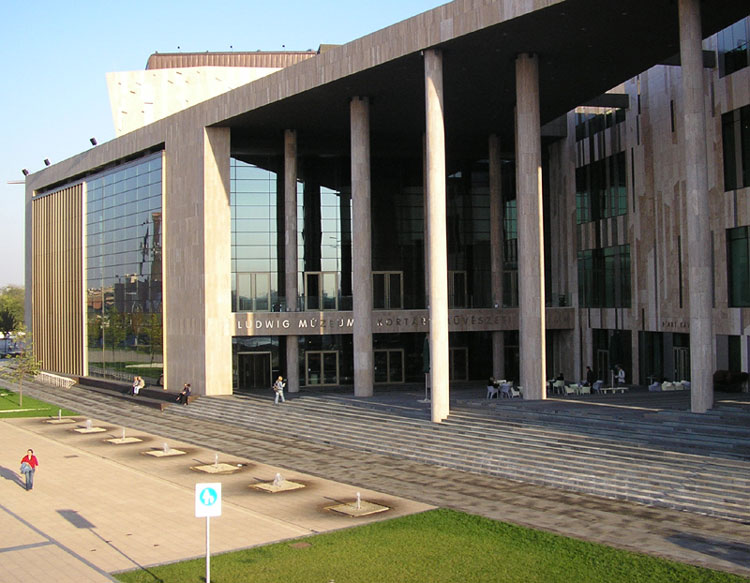
Fațada vestica a Palatului Artelor

Edificiul palatului este compus din trei corpuri principale. Dintre acestea partea centrală este ocupată de Sala Națională de Concerte Béla Bartók, în partea estică se află  Teatrul Festival  iar pe latura vestică se găsesc sălile de expoziție și de conferințe ale Muzeului de Arta Contemporană Ludwig. Cele trei mari părți funcționale sunt unite printr-un înalt hol central, impozant, prin ale cărei pereți de sticlă se deschide vederea spre parcul înconjurător, Teatrul Național și faleza Dunării. Clădirea centrului cultural dispune de nenumărate alte săli multifuncționale, de dimensiuni mai mici, adaptate cerințelor moderne ale unor activități culturale dintre cele mai diverse. Încăperile administrative, de depozitare și cele tehnice ocupă latura sudică a clădirii, cu vedere spre rampa podului Lágymányos.

Palatul Artelor din Budapesta este sediul permanent al următoarelor instituții de cultură: Filarmonica Națională a Ungariei,  Muzeul Ludwig si  Teatrul Național de Dans.

### Sala Națională de Concerte „Béla Bartók”

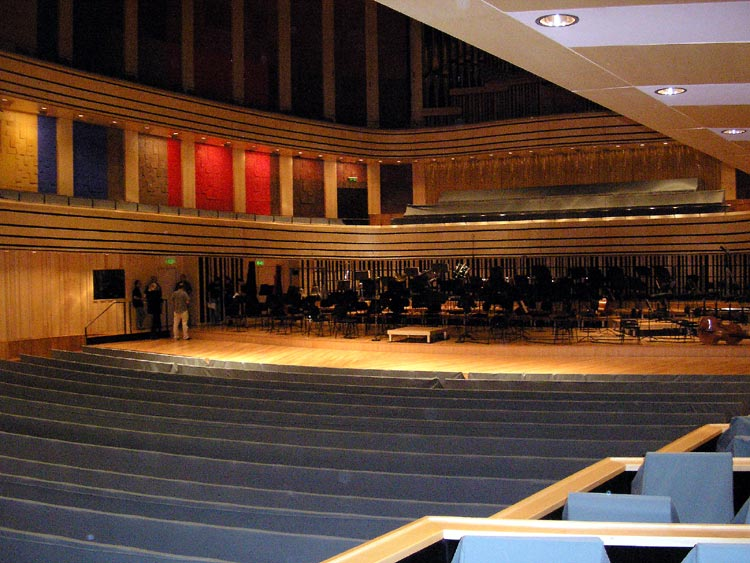
Podiul si orga sălii de concerte

Sala Națională de Concerte Béla Bartók (Bartók Béla Nemzeti Hangversenyterem) reprezintă din punct de vedere arhitectural partea centrala a centrului și este o sală având dimensiunile: lungime 52 m, lățime 25 m, înălțime 25 m. Dispune de 1563 locuri în fotolii, 136 locuri în picioare la galeria de la nivelul al treilea; totodată, există posibilitatea formării unui sector cu maximum 190 locuri de podium. Adâncimea podiului poate fi reglată în trei variante în funcție de natura producției. Pereții sunt căptușiți cu lambriuri de lemn de esențe nobile și decorați cu creațiile plastice ale lui György Jovánovics. Deasupra podiului este montat un reflector acustic (canopy) de 40 de tone iar în pereții laterali sunt montate 58 de paravane mobile ale nișelor de rezonanță de 4 și 8 tone; toate acestea, asigură adaptarea acustică a sălii în funcție de specificul concertului care se interpretează. Instalațiile și dotările acustice de nivel mondial au fost proiectate și executate, în parte, de o firmă de acustică condusă de americanul Russell Johnson. Sala este considerată ca una din cele mai bune săli de concerte din Europa. Calitatea reprezentațiilor este asigurată și de instalații de tehnică scenică și de telecomunicații de ultimă generație. Orga sălii de concerte a fost finalizată în 2006 și este creația în colaborare a firmelor
Pécsi Orgonaépítő Kft ( Constructorul de Orgi din Pecs SRL ) din Ungaria și  Werkstätte für Orgelbau Mühleisen GmbH din Germania sub îndrumarea artistică al lui István Baróti si László Fassang. Orga are  5498 de tuburi labiale (din care 5028 de staniu și 470 de lemn de brad și paltin), 1214 tuburi linguale , 92 de registre și 5 manuale; este comandat de la o claviatură electronică.
Concertul inaugural al sălii a avut loc în 22 mai 2006 cu concursul soliștilor István Baróti, Elekes Zsuzsa și László Fassang, acompaniați de Orchestra Simfonică Danubius sub bagheta dirijorului Ervin Lukács. Cu ocazia acestui spectacol a fost prezentat în primă audiție Concertul pentru Orgă compus, pentru acest eveniment, de Frigyes Hidas și interpretat de
Xavér Varnus. Prima înregistrare pe disc a noii orgi a fost realizată de Sony-BMG cu Xavér Varnus în februarie 2007, această înregistrare pe CD a devenit prima înregistrare de muzică de orgă care a fost distins cu patru discuri de platină din istoria înregistrărilor muzicale.

### Teatrul Festival
Teatrul Festival (Fesztivál Színház) ocupă aripa estică a complexului. Are o suprafața de 14 400 m², cu o scenă de 750 m². Numărul locurilor este: 452. Prin dimensiuni și dotări tehnice, se număra printre cele mai bune săli de teatru din Ungaria. Corpul de clădire este sediul permanent al Tatrului National de Dans  (Nemzeti Táncszínház).

### Muzeul de Artă Contemporană „Ludwig ”

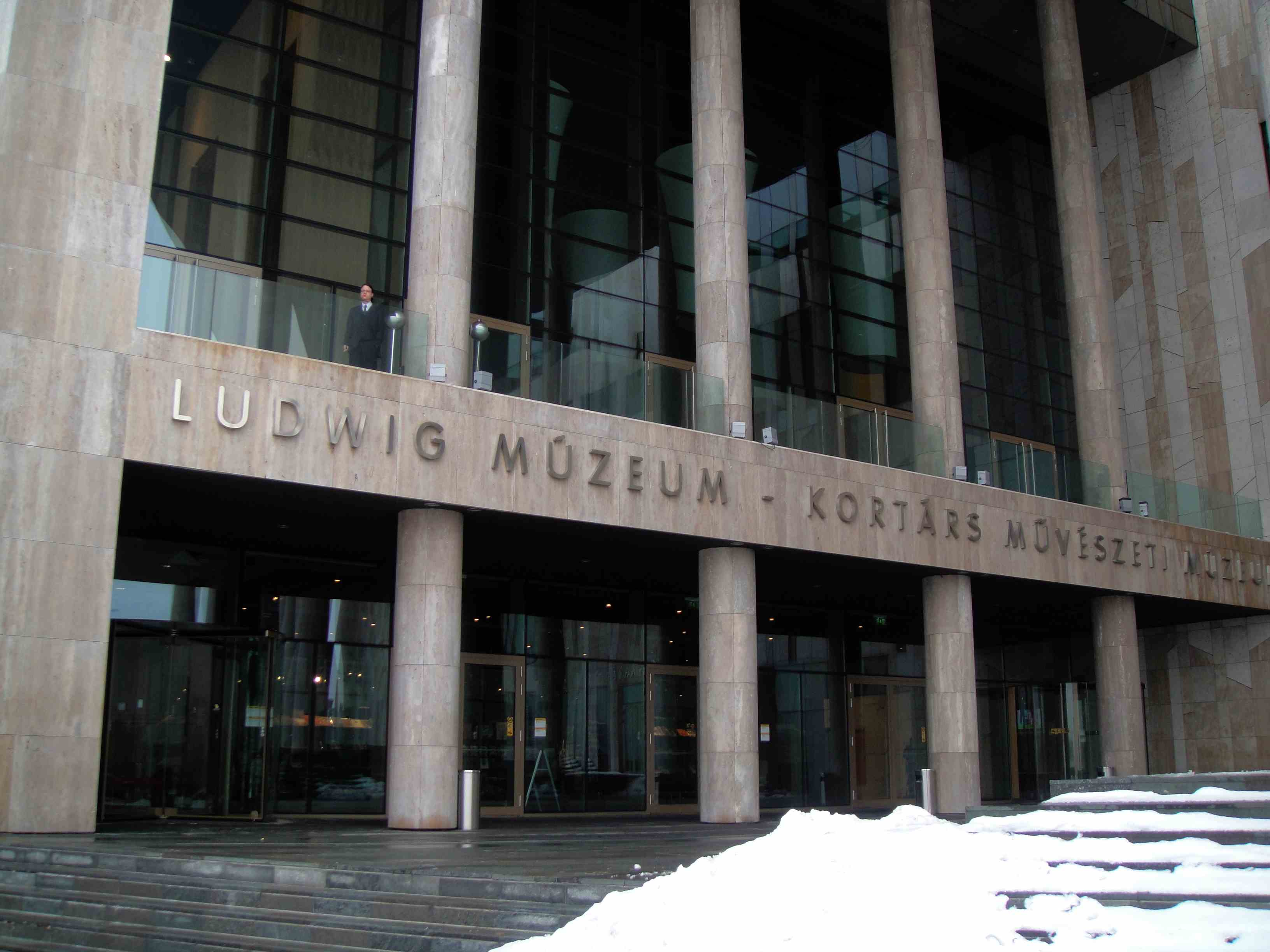
Intrarea principală în Muzeul Ludwig

Muzeul de Artă Contemporană Ludwig (Ludwig Kortárs Művészeti Múzeum) se află în corpul vestic, cu vedere spre Dunăre și are o suprafață de 12 700 m². La etajul întâi se află sălile destinate expozițiilor periodice, de conferințe și evenimente culturale legate de artele plastice. Sălile luminoase de la etajul trei adăpostesc expoziția permanentă a muzeului. configurația sălilor se poate modifica pentru adaptarea lor la cerințele specifice ale expozițiilor de arte vizuale moderne. Suprafața utilă expozițională ale sălilor este de 3300 m² Vizitatorii muzeului au la dispoziție și săli de prezentare interactivă, de media  precum și o bibliotecă de specialitate. Colecția proprie a muzeului, prezintă opere ale unor artiști precum: Pablo Picasso, David Hockney, Tom Wesselman, Richard Estes, Imre Bukta,  Laszlo Feher, Imre Bak, Claes Oldenburg, Robert Capa, Yoko Ono, Markus Lupertz și alții.

### Alte săli cu destinație generală
- Sala de sticlă (Üvegterem), destinat în primul rând recepțiilor și banchetelor, putând găzdui si concerte de muzică de cameră. Denumirea i-a fost atribuită după candelabrele moderne de cristal care o luminează.
- Sala de conferințe (Előadóterem), utilizat pentru diverse colocvii și conferințe culturale, având o capacitate fixă de 130 de locuri. Este dotată cu tehnică audiovizuală modernă și cabine de translatare.
- Sala albastră (Kékterem), este auxiliară sălii de sticlă și de conferințe, rolul său principal este aceea de cattering. Denumirea provine de la  covorul albastru care acoperă podeaua sălii.
- Sala treptelor (Lépcsőterem), aflat în imediata apropiere a restaurantului cafenelei Bohém din holul central al complexului, sub una din scările holului, cu o capacitate variabilă de 50-70 de locuri, este destinată organizării conferințelor de presă sau a unor reprezentații de mică anvergură.

## Conducători
Directori generali:
- 2005–2011: Kiss Imre
- 2011– : Káel Csaba

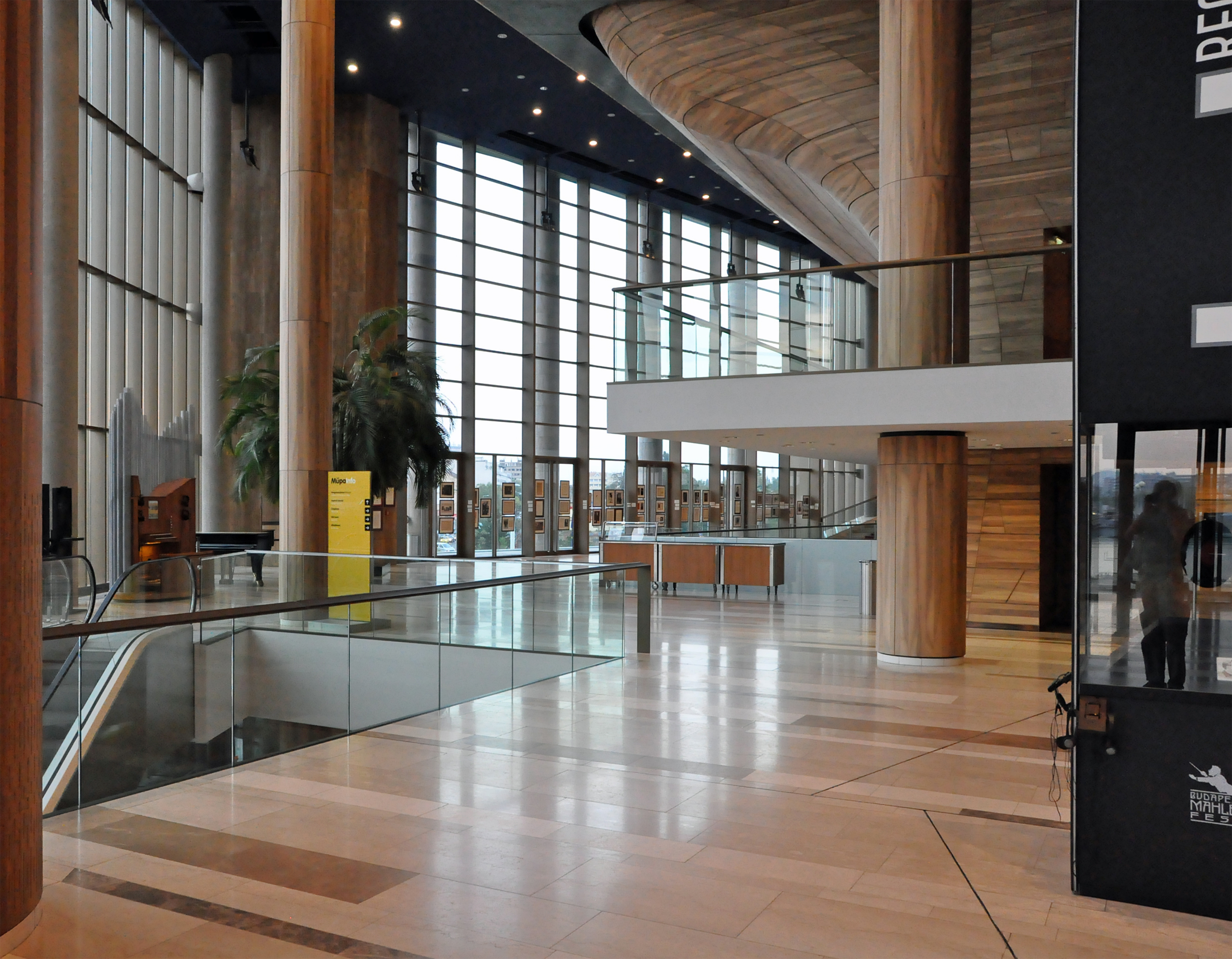
Interior din Palatul Artelor din Budapesta
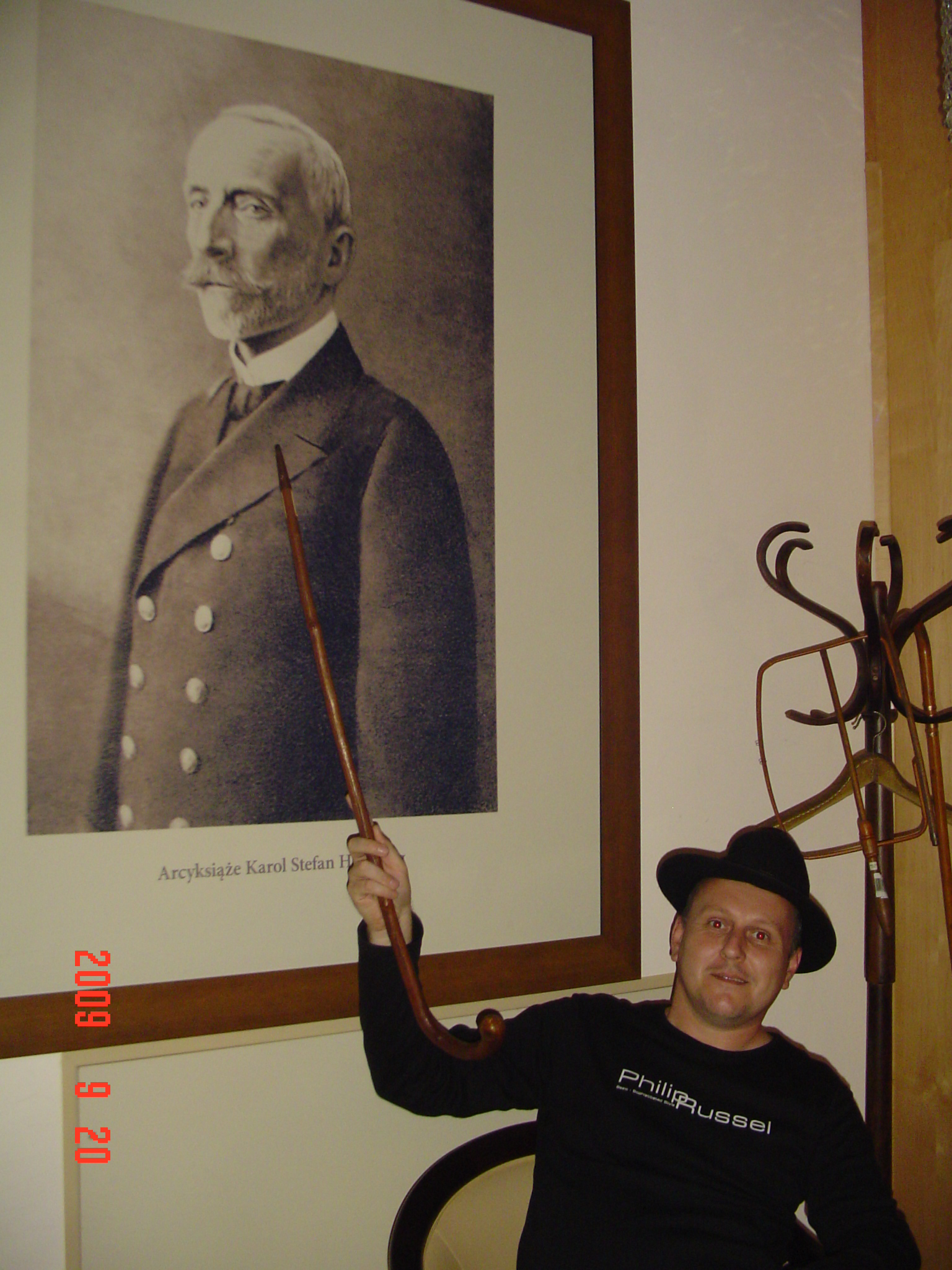
Interior din Palatul Artelor din Budapesta